# Yor, il cacciatore
Yor, il cacciatore (Henga, el cazador) è un fumetto avventuroso fantasy-fantascientifico argentino del 1974 per i disegni Juan Zanotto e i testi di Ray Collins (pseudonimo di Eugenio Zappietro, che si firmava anche Diego Navarro). Appare per la prima volta nel primo numero della rivista a fumetti argentina Skorpio (Ediciones Record).
La saga, ambientata "all'alba della civiltà, alla fine del Neolitico" (intorno al 4500 a.C.), è imperniata sul mistero delle origini del protagonista e del suo legame con la mitica Atlantide. Si tratta di una "fanta-preistoria" in cui convivono uomini primitivi, mostri preistorici e i sopravvissuti di un'antica e avanzatissima civiltà aliena in via di estinzione.
Dal fumetto fu tratta anche una miniserie per la TV adattata poi in film, Il mondo di Yor (1983).

## Storia editoriale
La serie di Yor si sviluppa in tre archi narrativi distinti, per un totale di 48 episodi, sempre con i disegni di Juan Zanotto:
1. Yor, il cacciatore (Henga, el cazador, 1975, 10 episodi), che narra della ricerca di Yor della propria identità.
2. Hor, il figlio di Yor o Hor il temerario (Hor, el temerario, 1975, 22 episodi), incentrato sulle avventure del figlio di Yor alla ricerca del padre scomparso.
3. Il mondo di Yor e Hor (16 episodi), in cui Roderico Schnell (pseudonimo di Alfredo Julio Grassi) affianca ai testi Diego Navarro (Eugenio Zappietro alias Ray Collins), con le avventure di padre e figlio ritrovati.

Yor, il cacciatore fu pubblicato in italiano nel settimanale a fumetti Lanciostory, dal numero 0 del 7 aprile 1975, da Eura Editoriale, che lo raccolse in volume a colori nel 1978 col titolo Yor. Il seguito Hor venne pubblicato in 22 episodi a partire dal n.35 di Lanciostory dell'8 dicembre 1975 e in seguito ripubblicato in volume a colori; la terza serie (Yor e Hor) a partire dal n.35 del 1977. La serie completa di Yor e Hor venne ripubblicata da Eura come inserti alla rivista settimanale Skorpio (edizione italiana) nel 1983 (i primi due capitoli a colori, il terzo in bianco e nero).

## Trama
Yor è un giovane guerriero biondo dal fisico prestante che, verso il termine dell'età della Pietra, vive cacciando nei boschi per procurare cibo alla sua tribù di uomini primitivi e superstiziosi. Yor è in possesso di un ciondolo che gli ricorda di non essere originario di quel luogo. Dopo l'incontro con la bella e fiera Ka-laa, che gli viene offerta come compagna, e con il nano Pag, fedele servitore della ragazza, Yor decide di andare alla ricerca delle proprie misteriose radici e pertanto intraprende, assieme ai due compagni, un avventuroso viaggio attraverso terre desolate e piene di pericoli. Lungo il percorso, nelle terre nebbiose, incontra feroci mostri preistorici e varie altre tribù, a volte ostili, a volte amichevoli.
Yor scopre infine di essere uno degli Atlantidi, una popolazione umanoide che dalla "Galassia madre" era prima giunta su Marte, sede di una civiltà avanzatissima ma in decadenza, quindi sulla Terra, dove aveva colonizzato il continente di Atlantide e la "Piccola Atlantide", un'isola del Mar Egeo. Prima di approdare in una colonia terrestre, la sua astronave era precipitata e i genitori uccisi; Yor, orfano, era stato adottato dalla tribù primitiva.
Dopo una serie di avventure, Yor giunge nell'isola della "Piccola Atlantide" e assiste allo scoppio di una guerra civile tra due fazioni della civiltà degli Atlantidi, quella galattica governata dal "Supremo" e i ribelli. Nel conflitto la civiltà accelera la propria scomparsa e la stessa colonia della "Piccola Atlantide" viene distrutta da una esplosione nucleare. Yor, grazie all'aiuto del capo dei ribelli, riesce a fuggire con i ritrovati Ka-laa e Pag su una navetta, per poi abbandonarla e affrontare un nuovo destino con i due compagni.

## Trasposizioni in altri media
- Il mondo di Yor, regia di Antonio Margheriti (1983). miniserie televisiva in quattro episodi per la Rai distribuita anche come film.